# The Wild
The Wild (conocida como Vida salvaje en Hispanoamérica y Salvaje en España) es una película animada por computadora de 2006, dirigida por Steve Williams y animada por C.O.R.E. Feature Animation, en asociación con Walt Disney Pictures. 

## Argumento
La película comienza con Samson, un león, contando a su hijo Ryan las historias de sus grandes aventuras en la naturaleza. Ryan intenta imitar el rugido de su padre, pero lo único que puede lograr es un molesto chirrido. Los visitantes del zoológico se ríen de ello, y Ryan se enfurruña lejos en su árbol.
Durante la noche, cuando el zoológico de Nueva York cierra, todos los animales del zoológico son libres de vagar porque no hay nadie. Samson se dirige a jugar un partido de curling de tortugas contra un equipo de pingüinos. Samson ve que su amigo Benny la ardilla quiere salir con una jirafa llamada Bridget, pero ella siempre lo rechaza. Mientras tanto, Ryan se marcha con sus amigos Eze, un hipopótamo, y Duke, un canguro, para acechar a las gacelas. Ryan trata de detenerlos con un rugido, pero en lugar de rugir solo hace chirridos. Eso provocó despertar a las gacelas en una estampida, arruinando el juego de su padre y provocando su ira. Él reprende a Ryan para pasar todos los días de mal humor. Ryan contesta diciendo que se enfurruña porque él se sentiría mucho mejor siendo un perdedor inútil, si su padre no fuera "Samson, el Salvaje".
Esa noche, Ryan accidentalmente queda atrapado en las "cajas verdes". Samson y Benny terminan por enterarse y le piden ayuda a Hammir, una paloma, que les cuenta que las cajas son llevadas hacia la Estatua de la Libertad (A la que Hammir llama la "dama oxidada con picos"), para luego zarpar. Desesperados deciden ir tras él, siguiéndole en un camión recolector de basura. 
Sin embargo, contarán también con la ayuda de Nigel el koala, Larry la anaconda y Bridget a encontrar a Ryan, accidentalmente tiran a Benny del camión. Después de casi ser aplastados en el triturador de basura, el grupo se encuentra con una jauría de perros callejeros. 
Para su sorpresa, Samson y los demás se esconden en las alcantarillas. Nigel enciende una linterna que se desvanece, lo golpea con una "roca" unas cuantas veces para arreglarlo. Momentos después, se escuchan algunos gruñidos que asustan a Samson y a sus amigos. Resulta que la "roca" que utilizó Nigel es en realidad un cocodrilo. Tras ello aparece otro cocodrilo y cuando creen estar a punto de ser devorados, los cocodrilos comienzan a reír y bromear. Al darse cuenta de que no significan ningún peligro, Samson les pide ayuda para buscar la Estatua de la Libertad, y los cocodrilos, Stan y Carmine, comienzan a guiarles por el camino.
A la mañana siguiente, los cuatro animales se escapan de Nueva York y roban un barco. Con la ayuda de Larry, Samson lo maneja para perseguir al barco que transporta a Ryan. Después llega Benny, que ha contratado a algunos gansos canadienses para ayudar a guiarlos en la dirección correcta.
El barco llega en África, donde el grupo descubre rápidamente que una gigantesca manada de animales de todas clases que están siendo embarcados rumbo a Nueva York para luego enviarlos al zoológico. Repetidamente un volcán hace erupción. Ellos ven a Ryan pero se encuentran en la jungla. Samson intenta encontrarlo, pero rápidamente se revela que de hecho nunca ha estado en libertad. El resto del grupo quiere regresar al barco pero Samson decide seguir buscando a su hijo, no sin antes revelar que no es salvaje, sino que vino de un circo, perdiendo el respeto de todos excepto Benny. Mientras camina, Samson ve que las plantas y las rocas se convierten en diferentes colores, pensando que son sus instintos.
Nigel es capturado por una manada de ñus negros que habitan en el volcán, y su líder Kazar lo declara como el rey, contando que el pasado fue acorralado por un par de leonas hasta que un koala de peluche de Nigel, que cayó de un avión y asustó a las leonas, lo salvó. Kazar quiere cambiar la cadena alimenticia, queriendo ver "depredadores de presas que se convierten en su comida". Para ello, necesita devorar a un león. Bridget y Larry también son capturados y hechos prisioneros; mientras que Kazar ordena buscar a los leones luego de que un par de buitres les rebelara su posición.
Ryan se esconde en una rama de un árbol viejo, pero es atacado por un clan de buitres que trabajan para Kazar. Ryan intenta un rugido pero de nuevo solo puede hacer un chillido. Samson oye los gritos de Ryan y corre a salvar su vida, ahuyentando a los pájaros. Los dos se reúnen, pero son interrumpidos por una manada de ñus también dirigidos por Blag, el teniente de Kazar. Ryan se sorprende cuando Samson le dice que huya en vez de pelear. Los dos se dirigen a un árbol, donde Samson le dice su secreto: Cuando él era pequeño, Samson y su padre eran parte de un espectáculo de circo. Su padre era muy duro con él debido a que no nació en lo salvaje y por lo tanto no se comportaba como un verdadero león. Un día se organizó una función estelar en la que Samson debía rugir frente a un ñu robótico que se acercaba para atacarlo. Cuando Samson ruge emite un chirrido igual al que hace Ryan, provocando las risas del público y la decepción de su padre. Después del show, Samson es metido en una jaula lista para trasladarlo al zoológico, mientras que su padre con enojo le dice que si hubiera nacido en lo salvaje ya tendría un rugido. Mientras tanto, los ñus llegan, empujando a Samson al acantilado, y llevando a Ryan al volcán para devorarlo.
Samson es encontrado más tarde por Benny y juntos deben seguir su instinto al volcán al que los ñus llevaron a Ryan. Encuentran dos camaleones llamados Cloak y Camo, los cuales eran los colores que Samson veía en su camino. Aprovechando a los camaleones, Samson utiliza las habilidades de camuflaje para infiltrarse en el volcán.
Mientras tanto, en el volcán, Nigel intenta evitar que los ñus arrojen a Ryan, Bridget y a Larry a la lava, pero al final aparece Samson (Después de que los camaleones lo dejaran y desapareciera el poder de camuflar) y lucha contra Kazar con el fin de proteger a los demás y a Ryan. En su lucha, Kazar casi tumba a Samson en un pozo de lava, pero es salvado por Ryan, quien es catapultado por sus amigos. Luego de casi ser derrotado, Kazar ordena furioso que maten a Samson. Sin embargo, Blag le dice que los ñus están cansados de pretender ser algo que no lo son y se niegan a ayudar. En respuesta, Kazar sigue luchando por él mismo y se decide a empalar a Samson con su cuerno.
Pero en el último segundo, Samson desata un rugido tan fuerte que consigue lanzar a Kazar cerca de las rocas y dejarlo noqueado, Ryan le dice a Samson que está feliz, y Blag le dice a Kazar que ya no lo necesitan y se marcha con el resto. Los animales salen afuera del volcán, pero Kazar, extasiado por al fin ser "parte superior de la cadena alimenticia" empieza a delirar y se tropieza con el peluche de Nigel, para luego morir aplastado por las rocas del volcán.
Por suerte, Samson, Ryan, sus amigos, los camaleones y los ñus escapan antes de que el volcán provoque una gigantesca erupción por todo el lugar. Ryan le dice a Samson que se alegra de que vio África antes de que desapareciera y reconciliar a él y a su padre. Ambos están felices de haberse encontrado con sus rugidos. Mientras tanto, Benny le dice a Bridget que ella es más que una «diosa» y que ella es también fuerte e independiente, y esta lo besa, comenzando así su relación. Samson y Blag comienzan una fiesta, todos los animales se unen a la fiesta y viajan en barco de regreso a Nueva York.

## Personajes
- Kiefer Sutherland como Samson: Es un león macho y el protagonista de la película. Después de que su hijo Ryan se pierde, va en su búsqueda en compañía de sus amigos del zoo.
- Jim Belushi como Benny: Una ardilla gris oriental con un gran conocimiento. Él es el mejor amigo de Samson y es el único que sabe el secreto de su pasado. Él también se siente atraído enormemente por Bridget.
- Eddie Izzard como Nigel: Un koala con mala suerte. Nigel está reconocido por el famoso peluche de Nueva York y está cansado de ser "lindo" y se molesta que por ello no lo tomen en serio.
- Janeane Garofalo como Bridget: Una insegura y mimada jirafa y la única mujer del grupo. Ella es aguda y quiere ser vista como fuerte e independiente.
- Richard Kind como Larry: Una anaconda de pocas luces pero de muy buen corazón, que trata de mantenerse al día con Samson y sus amigos. A pesar de su falta de manos o piernas, puede resolver problemas.
- Greg Cipes como Ryan: El hijo de Samsón, de once años de edad, quien tras colarse en una caja de transporte ecológico termina siendo enviado a África
- William Shatner como Kazar: Un malvado ñu negro que ya no quiere vivir en la parte inferior de la cadena alimenticia.
- Patrick Warburton como Blag: Teniente de Kazar. Él siempre está en problemas por las cosas más minúsculas.
- Bob Joles y Chris Edgerly como Cloak y Camo: Dos camaleones agentes secretos. Camo cree en el sigilo y el camuflaje, pero Cloak tiene la desagradable costumbre de revelar información secreta. Ellos ayudan a Samson a rescatar a Ryan.
- Christian Argueta como Hamir: Un palomo loco, torpe, y de pocas luces, amigo de los animales del zoo.
- Lenny Venito y Joseph Siravo como Stan y Carmine: Dos cocodrilos gemelos de las alcantarillas. Ellos guían a Samson y sus amigos hasta el puerto de Nueva York.
- Jack DeSena como Eze: Un hipopótamo de once años de edad. Es el mejor amigo de Ryan y Duke.
- Miles Marsico como Duke: Un canguro de once años de edad. Es el mejor amigo de Ryan y Eze.
- Colin Cunningham como Colin: Un damán del cabo anciano y testarudo al que Samson encuentra por error en su retrete (un tronco hueco) mientras buscaba a Ryan, haciendo que se enfade por interrumpirle en su intimidad.
- Kevin Michael Richardson como el padre de Samson: Él era un león muy duro, habitaba en un circo con su hijo Samsón. Debido a que Samsón no podía rugir de cachorro, cuando el circo lo entregó al Zoo, su padre lo aborreció.
- Los gansos canadienses: Son los que ayudan a Samsón a llegar al lugar para encontrar a su hijo.
- Los ñus: Son los secuaces que trabajaban para Kazar y lo ayudan en sus planes. Pero al final dejan de obedecerlo y son aceptados por Samson como sus amigos y se escapan de regreso a New York.

## Recepción y mercadería
The Wild se estrenó en 2,854 cines. Según Box Office Mojo, la película ganó $ 9.5 millones de dólares en su primer fin de semana en la taquilla, ocupando el puesto # 4. Su promoción fue pequeña, con solo los siguientes promotores: Kraft, McDonalds, Amazon (vendiendo los productos y minipromociones en su sitio), Dannon, Buena Vista Games, Walt Disney Records y Walt Disney Book Publishing Worldwide.
A partir del 4 de noviembre de 2007, la película recaudó un total de $ 37,384,046 en la taquilla de los Estados Unidos y $ 102,338,515 en todo el mundo. Su presupuesto de producción fue de $ 80 millones y termina siendo un Fracaso de taquilla. The Wild Movie fue clasificada # 1 de las mejores ventas de DVD dos veces en Entertainment Weekly (la primera vez para octubre 5-11, 2007, la segunda vez para octubre 12-18, 2007). La recepción crítica para The Wild ha sido mayormente negativa, ya que muchos la consideraron "un plagio" a Madagascar (2005) de Dreamworks Animation. La película actualmente tiene una calificación de aprobación del 19% en Rotten Tomatoes.

## Banda sonora
La partitura musical está compuesta y dirigida por Alan Silvestri. La canción Wild One (canción de Johnny O'Keefe) Real Wild Child es interpretada por Everlife. La canción Good Enough es interpretada por Lifehouse; Really Nice Day es interpretado por Eric Idle y John Du Prez; y Big Time Boopin es interpretado por Big Bad Voodoo Daddy. Las partituras "Tales From The Wild", "You Can not Roar" y "Lost In The City" son solo algunas de las partituras en la banda sonora, y Come Sail Away es interpretada por Styx. La banda sonora está disponible en Walt Disney Records. Clocks de Coldplay se reprodujo cuando los animales estaban en un camión de basura.
Una canción escrita para el lanzamiento japonés de la banda sonora llamada "Prisoner of Love" de los Gospellers.

## Videojuegos
Un videojuego para Game Boy Advance basado en "The Wild" fue lanzado para coincidir con la película. Los jugadores pueden jugar como Benny, la ardilla; y Samson, el león, mientras atraviesan lugares como Nueva York, el mar y África para encontrar a Ryan, mientras luchan contra el malvado ñu Kazar. El videojuego fue calificado como "E" (para "Todos") por la ESRB, con una nota para Cartoon Violence. Los juegos para la película en el sitio web de Disney son "Alligator Alley", "Turtle Toss" y "Benny's Lunk Dunk". Actualmente, esos juegos ya no están disponibles.

## Similitud conMadagascar
La película fue criticada y acusada de "plagio" por contener la misma línea argumental de Madagascar de DreamWorks Animation. Dado que el argumento de ambas películas son literalmente la misma: Unos animales que se escapan del Zoo de Central Park en Nueva York a la naturaleza en la que no están acostumbrados y los protagonistas son leones. Esto se debe a que The Wild se estaba desarrollando durante el estreno de Madagascar y fue estrenada después. Debido a eso, la película fue considerada como un "clon" de Madagascar.